# 1868 ve fotografii
Tento článek obsahuje významné fotografické události v roce 1868.

## Události
- Louis Ducos du Hauron patentoval ve fotografii metodu subtraktivního barevného systému a položil základy barevné fotografie.
- John Robert Parsons pro malíře Dante Gabriela Rossettiho fotografoval jeho múzu a modelku Jane Morris.[1]

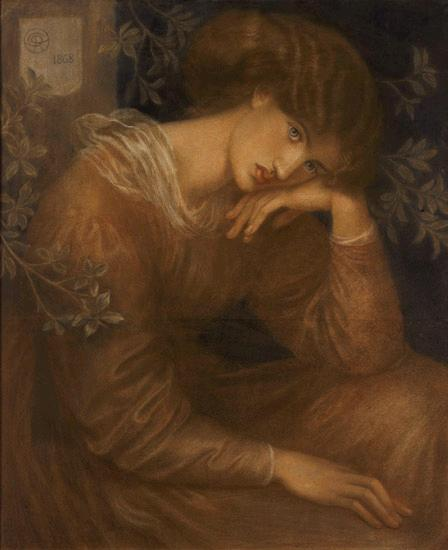
Dante Gabriel Rossetti: Reverie, modelka Jane Morris (Jane Burden)
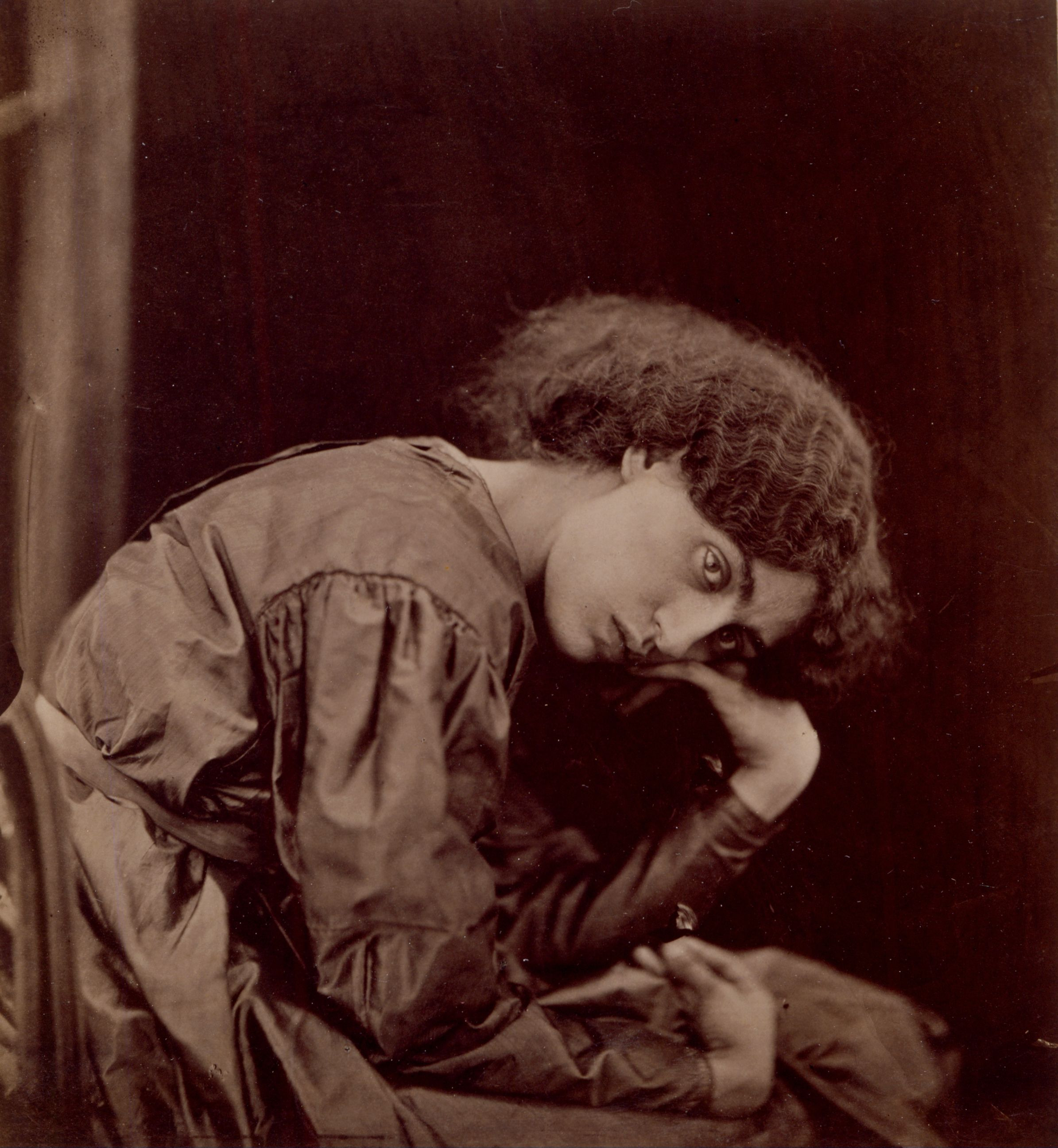
Parsonsova fotografie Jane Morrisové, 1868

## Narození v roce 1868
- 9. ledna – Margaret Matilda White, novozélandská fotografka († 6. července 1910)
- 16. ledna – Leslie Hinge, novozélandský fotograf († 21. června 1942)
- 16. února – Edward S. Curtis, americký antropolog a fotograf († 19. října 1952)
- 24. února – George R. Lawrence, americký fotograf († 15. prosince 1938)
- 20. března – Jan Kříženecký, architekt, průkopník kinematografie a fotograf († 9. února 1921)
- 15. dubna – Solveig Lund, norská fotografka († 4. října 1943)
- 1. května – Hermann Koczyk, německý fotograf († 14. ledna 1942)
- 15. června – Christiaan Maria Dewald, nizozemský fotograf († 22. února 1923)
- 19. června – Jane Reece, americká fotografka († 10. června 1961)
- 18. července – Johan Huijsser, nizozemský cyklista a fotograf ve stylu piktorialismu († 16. dubna 1924)
- 26. srpna – Evelyn Cameronová, britská fotografka, která se přestěhovala do Terry v Montaně, kde dokumentovala každodenní život na Divokém západě († 26. prosince 1928)
- 3. září – Adolf de Meyer, německý fotograf († 6. ledna 1946)
- 11. listopadu – Paul Dittrich, rakouský fotograf aktivní v Egyptě († 30. prosince 1939)
- 24. listopadu – Leopold Albert, dánský fotograf v Kodani a královský dvorní fotograf († 16. září 1949)
- 24. prosince – Narve Skarpmoen, norský fotograf († 28. srpna 1930)
- ? – Pierre Charles Schoren, lucemburský fotograf a vydavatel pohlednic (8. června 1868 –† 6. ledna 1935)
- ? – Theodor Hilsdorf, německý portrétní dvorní fotograf (18. června 1868 –† 1944)
- ? – Elfie Caroline Huntingtonová, americká fotografka, založila fotostudio ve Springville v Utahu, dokumenty každodenních událostí, ale i temných a vtipných fotografií (27. prosince 1868 –† 24. července 1949)
- ? – Marie Gullordová (vdaná Marie Dahleová), provozovala fotografické studio v Gjøviku a Elverumu (31. prosince 1868 –† 1952)
- ? – Inger Munchová, norská umělkyně, fotografka a učitelka hudby, sestra malíře Edvarda Muncha (5. února 1868 –† 2. května 1952)
- ? – Jules Jacot-Guillarmod, švýcarský lékař, horolezec a fotograf (24. prosince 1868 –† 5. června 1925)

## Úmrtí v roce 1868
- 29. ledna – Pascual Perez, španělský fotograf (* 16. února 1804)
- 30. března – Esteban Gonnet, francouzský fotograf (* 3. září 1829)
- 8. června – Sofia Ahlbomová, švédská fotografka (* 25. listopadu 1803)
- 21. června – Charles Dodgson, anglický kněz a otec spisovatele a fotografa Lewise Carrolla (* 1800)
- ? – Sinibaldo de Mas, španělský diplomat a fotograf (* 1809)
- ? – Charles Thurston Thompson, raný britský fotograf (* 1816)